# Singhiella dioscoreae
Singhiella dioscoreae là một loài côn trùng cánh nửa trong họ Aleyrodidae, phân họ Aleyrodinae.
Singhiella dioscoreae được Takahashi miêu tả khoa học đầu tiên năm 1934.